# 祖父母

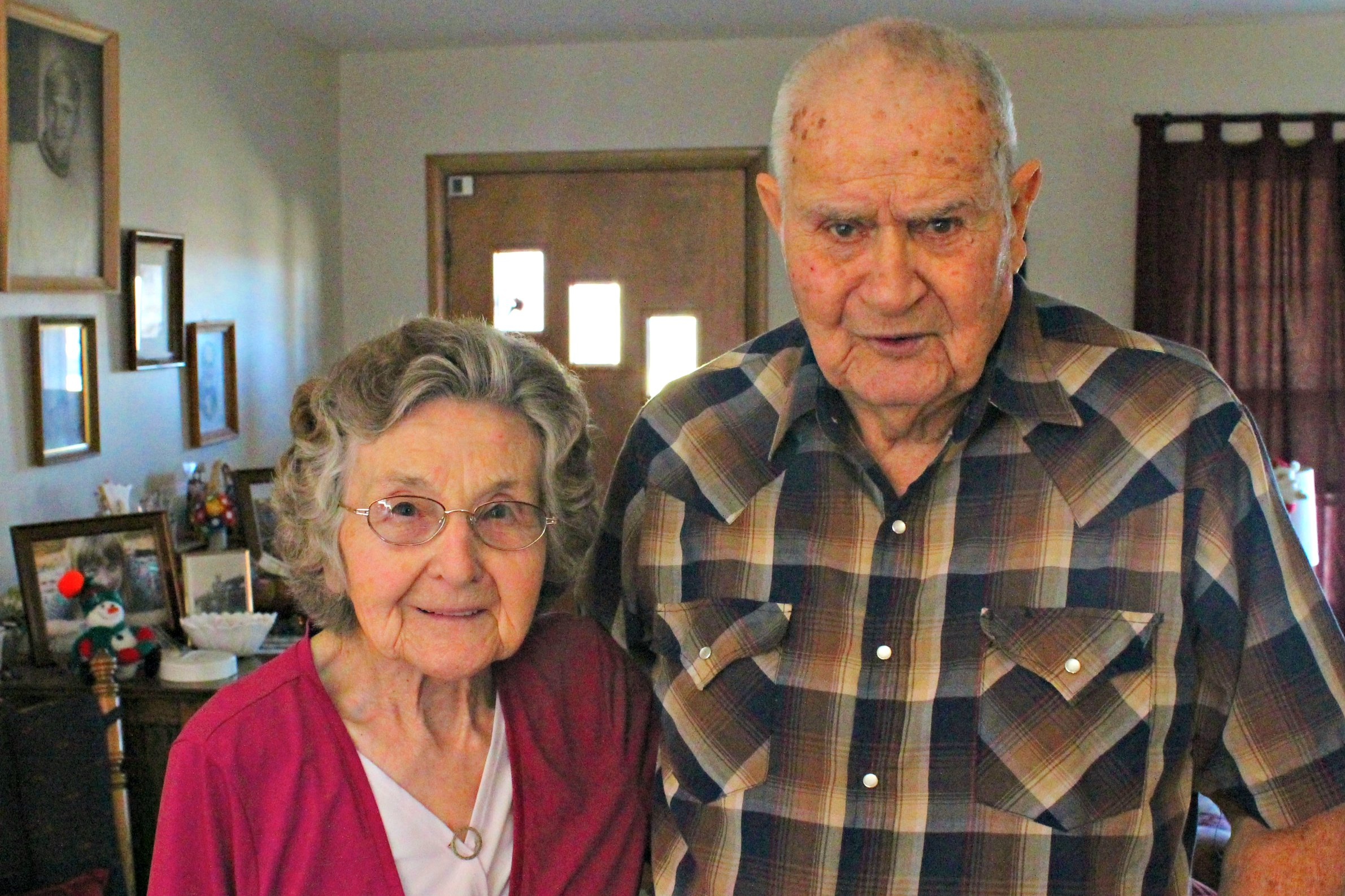
美國的祖父母

祖父母是指父親跟母親的家長，又称“爺爺與奶奶”、“爷爷與嫲嫲”（拼音：mā má）。母親的家長也稱為外祖父母，亦稱為「外公與外婆」。自己則分別是祖父母和外祖父母的孫子或孫女、外孫或外孫女。由于社会发展的变迁，某些地方出现了父母双方的家長稱呼不分內外之趨勢，如皆稱為“爷爷”與“奶奶”。

## 稱謂
同樣的稱謂在不同方言中所指稱的對象可能不同。例如公公、婆婆在中國北方話是兒媳稱丈夫的父母，但在粵語卻是指母親的父母。此外，對祖父母和外祖父母的口語稱呼也有用來稱呼與自己無親屬關係的老人家，是擬親屬稱謂。
|                       | 祖父 祖母                             | 外祖父 外祖母                                                       | 配偶父親 配偶母親                              | 無親屬關係的長者                                            |
| --------------------- | ------------------------------------- | ------------------------------------------------------------------- | ---------------------------------------------- | ----------------------------------------------------------- |
| 标准官话              | 爺爺 奶奶                             | 外公 外婆                                                           | 公公 婆婆                                      |                                                             |
| 吳語                  | 爹爹 阿爺 唔奶/嗯娘/亲娘 阿娘         | 外公 外婆                                                           | 阿公 阿婆                                      | （不明）                                                    |
| 粵語                  | 爺爺 阿爺 嫲嫲 阿嫲                   | 公公 阿公 婆婆 阿婆                                                 | 老爺 家公 奶奶 家婆（部份地方舊稱「安人」）    | 公公 阿公 婆婆 阿婆 姨姨 阿姨 伯伯 阿伯 叔叔 阿叔 嬸嬸 阿嬸 |
| 客家語                | 阿公 阿婆/阿嫲                        | 姐公 姐婆                                                           | 家倌 家娘                                      | 阿公 阿婆                                                   |
| 閩語（閩東片）        | 依公 公公 阿公 依媽 媽媽 阿媽         | 外公 外媽                                                           | 吾老 老翁/老官 吾老 底家（臺家）               | 依伯 依姆/依婆                                              |
| 閩語（閩南片） 臺灣語 | 阿公 內公 阿嬤 內嬤                   | 阿公 外公 阿嬤 外嬤                                                 | 親家 擔官 親姆 擔家                            | 阿公 阿叔 阿伯 歐吉桑 阿婆 阿姨 阿桑 歐巴桑                 |
| 閩語（閩南片）        | 阿公 公公 俺公 阿嬤 嬤嬤 俺嬤         | 阿公 外公 阿嬤 外嬤                                                 | 擔官 擔家                                      | 阿公 阿叔 阿伯 阿嬤 阿姨 阿姆                               |
| 南京话                | 爺爺 奶奶                             | 公公 婆婆                                                           | 老公公 老婆婆                                  | （不明）                                                    |
| 湘語                  | 爹爹 娭毑                             | 外公 外婆                                                           | 家爺 家娘                                      | 爹爹 娭毑                                                   |
| 冀鲁官话 东北官话     | 爺爺 奶奶（個別地區稱「嫲嫲」）       | 姥爺 姥姥/姥娘                                                      | 公公 婆婆                                      | 老爷爷/老大爷 大爺 老奶奶 大娘                              |
| 晉語                  | 爺(爺) 孃(孃)/奶(奶)                  | 簡(爺/兒) 舅舍爺 舅莊爺 外爺 姥爺 簡婆 舅舍孃 舅莊孃 婆婆 姥孃 板板 | (老)爺爺 公公 阿公 (老)孃孃 婆婆 阿婆/阿家(母) | 老漢(家/兒) 爺爺 老婆(家/兒) 孃孃/奶奶                      |
| 湖北話                | 爺爺（舊稱「爹爹」） 奶奶（舊稱“太”） | 家公爹爹 家家                                                       | 爹爹 婆婆                                      | 爹爹 太                                                     |
| 四川话                | 爺爺 阿公 公公 公 奶奶 阿婆 婆婆 婆   | 家公 外公/外爺 阿公 公公 公 家家/家婆/家母 外婆 阿婆 婆婆 婆        | 老人公 公公 老人婆 婆婆                        | 爺爺/老爺爺/老爺/大爺 公公 阿公 奶奶/老奶奶 婆婆 阿婆       |
| 云南话                | 爷爷 阿爷 大大 公公 奶奶 阿奶         | 外公 阿公 外婆 阿婆                                                 | 老公公 老婆婆                                  | 爷爷 奶奶 公公 婆婆 （老）大妈 （老）大爹                   |

|                      | 北方       | 閩語 （閩東片）                          | 閩語 （閩南片）       | 吳語                  | 客語                  | 粵語                  |
| -------------------- | ---------- | ---------------------------------------- | --------------------- | --------------------- | --------------------- | --------------------- |
| 稱謂「爹爹」指的是： | 父親       | 父親 面稱奶媽之夫或乾爹 舊時對官僚的稱呼 | -                     | 父親的父親            | -                     | -                     |
| 稱謂「阿公」指的是： | -          | 父親的父親 母親的父親                    | 父親的父親 母親的父親 | 丈夫的父親            | 父親的父親            | 母親的父親            |
| 稱謂「爺爺」指的是： | 父親的父親 | -                                        | -                     | -                     | -                     | 父親的父親            |
| 稱謂「阿婆」指的是： | -          | -                                        | 一般老嫗              | 丈夫的母親            | 父親的母親            | 母親的母親            |
| 稱謂「姐公」指的是： | 丈夫的父親 | -                                        | -                     | -                     | 母親的父親            | -                     |
| 稱謂「公公」指的是： | 丈夫的父親 | 丈夫的父親 尊稱上了年紀的男子            | -                     | -                     | -                     | 母親的父親            |
| 稱謂「姐婆」指的是： | 丈夫的父親 | -                                        | -                     | -                     | 母親的母親            | -                     |
| 稱謂「婆婆」指的是： | 丈夫的母親 | 一般老嫗                                 | -                     | -                     | -                     | 母親的母親            |
| 稱謂「舅公」指的是： | -          | 父親的舅舅 母親的舅舅                    | 父親的舅舅 母親的舅舅 | 父親的舅舅 母親的舅舅 | 父親的舅舅 母親的舅舅 | 父親的舅舅 母親的舅舅 |
| 稱謂「奶奶」指的是： | 父親的母親 | -                                        | -                     | -                     | -                     | 丈夫的母親            |

## 祖宗
- 上代：高祖，曾祖，祖，父[1][2][3]

- 下代：子，孫，曾孫，玄孫，來孫，晜孫，仍孫，雲孫，耳孫[1][2][3][4]

## 其他用途
粵語中的「阿爺」有其他含義，港澳親共人士會稱呼位於北京的中華人民共和國政府或中共政權為「阿爺」。泛民主派人士以此稱呼用以批評建制派及親共人士，諷喻他們對中共當局無條件言聽計從。

## 用词争议

### 上海市外婆改姥姥
2018年6月20日，一位家长爆料称，上海教育出版社出版的二年级第二学期语文课本（试用本）中第24课，将《打碗碗花》原著中的“外婆”一词改为“姥姥”，第5课《马鸣加的新书包》一文中也有同样的更改。
上海市教育委员会教研室认为，根据《现代汉语词典》第六版的解释，“姥姥”是普通话词汇，“外婆”“外公”属于方言。有媒体查阅了第6版《现代汉语词典》，发现“外婆”一词上确实标注“方言”，而语义为外祖母的“姥姥”一词无此标注。
一些网友和媒体对此改动表达异议和批评。《打碗碗花》原著作者李天芳则表示，无论“外婆”还是“姥姥”，南方北方都会知道这两个词的含义。李天芳同时指出，上海教育出版社并未就文章使用和修改与她联系，没有做到尊重作者、保障作者的权益。
6月23日，上海市教委发文，责成市教委教研室会同上海教育出版社迅速整改、向作者和社会各界致歉、与作者沟通，以及将教科书中的“姥姥”恢复回原文所用“外婆”一词。

### 教育部外祖父母即祖父母
2022年2月11日，中華民國教育部於教育部國語辭典簡編本中將外祖父、外祖母詞條皆加註即祖父、祖母，以象徵性別平權的進步，此舉雖獲得進步派認可，但也引起部分保守派媒体聯合報、東森、tvbs、中時、中天的攻擊。

## 相關
- 祖父母節
- 母亲节
- 父親節